# Лукулл (мыс)
Луку́лл (ранее Улу́-Кол; укр. Лукул; крымскотат. Ulu Qol, Улу Къол) — мыс в Крыму, расположенный в Нахимовском районе Севастополя. Является южным входным мысом Каламитского залива. На мысе находится маяк.

## Название мыса
Исследователи-топонимисты склоняются к версии, что название мыса происходит от крымскотатарского названия балки Улу-Кол («ulu» — «большой»; «qol» — «рука», «рукав», «балка»), близ которой расположен мыс. На первых картах Крыма мыс имел название Улу-Кол (Улу-Кул), но в дальнейшем это название было трансформировано в более простую форму — Лукулл.

## География
Мыс находится в устье балки Улу-Кол неподалёку от места впадения реки Альмы.
Мыс представляет собой высокий обрывистый берег красноватого цвета, хорошо заметный с моря. Здесь органично сочетаются мягкий, умеренно влажный приморский климат и сухой климат крымских степей. Рельеф в основном сложен глинистыми породами, но возле самой воды находятся пляжи из мелкого песка. Мыс имеет 15 метров в высоту.
Территория мыса и акватория вокруг него считается уникальном объектом природного фонда с водными и наземными экосистемами, находящимися в зоне взаимодействия моря и суши и является заповедной. Здесь расположен гидрологический памятник природы местного значения — «Прибрежный аквальный комплекс у мыса Лукулл» общей площадью 125,6 га.

Возле мыса Лукулл находится крупное скифское городище, ныне называемое как Усть-Альминское городище, возникшее на рубеже III—II веков до нашей эры. Подлинное название поселения неизвестно, существуют различные версии — Палакий, Напит, или Хабеи. К настоящему времени около половины площади городища была подмыта и обрушена морем.

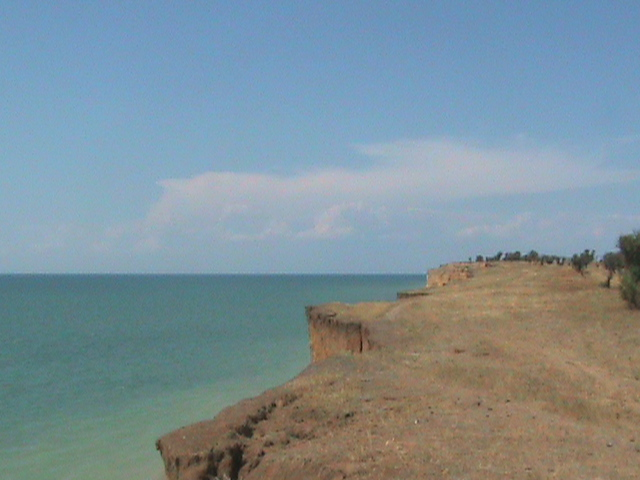
Вид на море с мыса
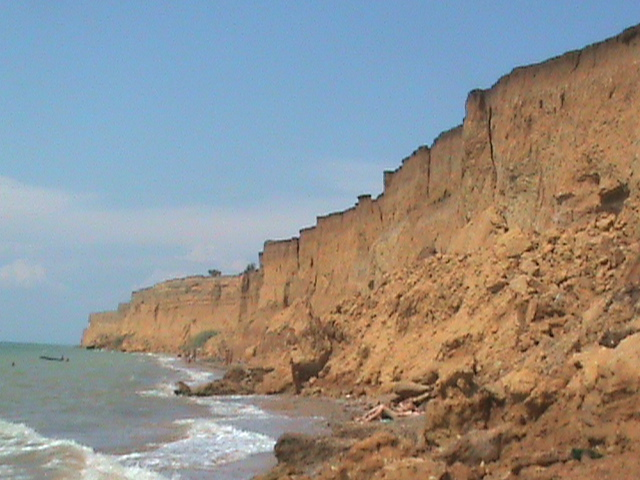
Мыс Луккул
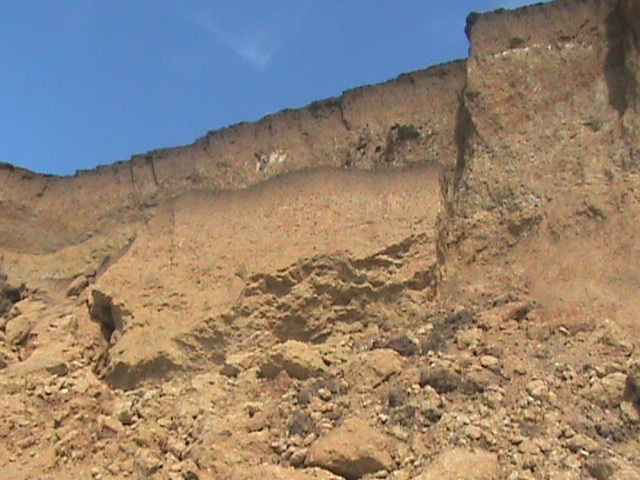
Осыпание мыса
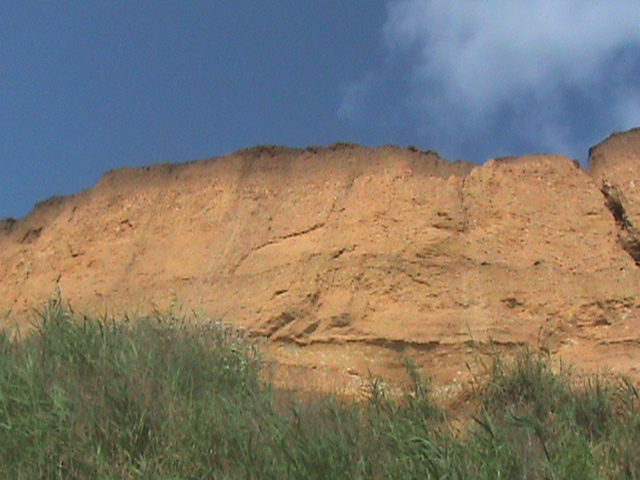
Глинистый разрез
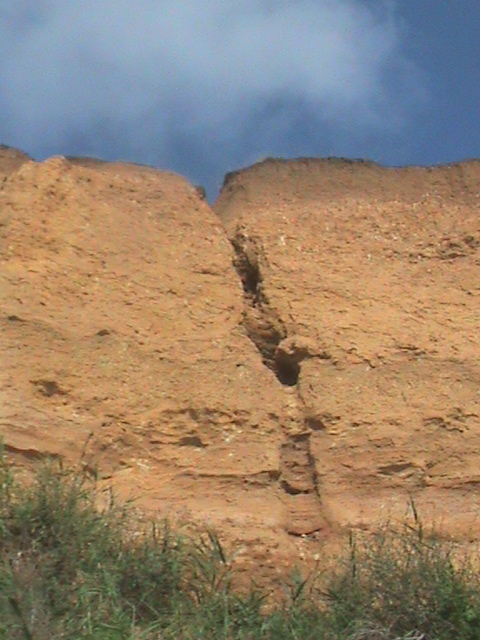
Размывание мыса
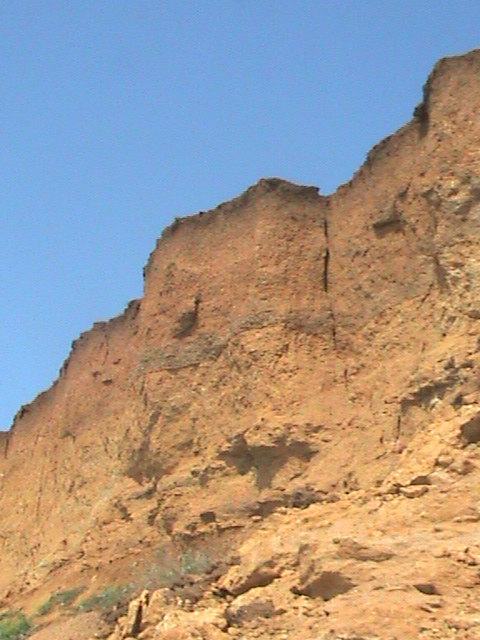
Трещины в породе

## Флора и фауна
Флора и фауна на мысе Лукулл аналогична степному Крыму.
Из флоры представлены следующие виды: полынь крымская, ковыль украинский, адонис весенний, василек Талиева и др.
Из фауны: степной орёл, степная мышовка, изредка встречается стрепет, ещё реже степная гадюка и четырёхполосый полоз. Из насекомых встречается дыбка степная, красотка блестящая, эмпуза полосатая.